# E37
La ruta europea E37 és una carretera que forma part de la Xarxa de carreteres europees. Comença a Bremen (Alemanya) i finalitza a Colònia (Alemanya). Té una longitud de 336 km. Té una orientació de nord a sud.